# Berzosa del Lozoya
Berzosa del Lozoya er en by og kommune i det centrale Spanien i Madrid-regionen. Den har et indbyggertal på 231 (2024) indbyggere.